# 10 Out of 10 (Oliver Heldens-dal)
A 10 Out of 10 című dal a holland lemezlovas Oliver Heldens és az ausztrál énekes-dalszerző Kylie Minogue közös dala 16. Tension című stúdióalbumáról. A dal 2023. április 5-én jelent meg, kezdetben a Kangarooli Tracks és RCA promóciós kislemezeként. Az albumot Minogue cége a Darenote, és a BMG közösen adta ki. A dalt Heldens és Minogue írta, közösen James Abraharttal, Liana Banks-szal, Jackson Foote-tal és Sarah Hudsonnal. A producer Heldens, Foote és Duck Blackwell voltak.
A "10 Out of 10" eredetileg Heldens szólódala volt, majd a csapata felvette Minogue-val a kapcsolatot, és elküldte neki a dal demó verzióját. Megkérték, hogy adjon hozzá éneket, és további szövegeket. Az eredeti demó módosításai, valamint a dal távoli helyeken történő rögzítése Heldens nélkül történt meg, és ez további kihívásokat jelentett a gyártás során. Zeneileg a dal egy pörgős szám, amely a 80-as évektől a 2020-as évekig terjedő szintipop, house, diszkó, eurodance és dance stílusok hatásait tartalmazza. A kritikusok úgy jellemezték, hogy a refrén, és a dalszöveg tiszteleg az LMBT kultúra előtt, különösen a bálteremben, és dragban.
A zenekritikusok 10-ből 10-re értékelték a dalt. Sokan dicsérték Heldens és Minogue hangzásainak keverékét, valamint a refrént, és az összhangzást. A "Tension" albumon való megjelenést követően további kritikai elemzések terjedtek a vegyestől a pozitívig. Az Egyesült Királyságban a dal a 19. helyet érte el a Singles Sales és Download listákon, és számos más európai országban is felkerült a slágerlistára. Heldens több élő showban is előadta a dalt, míg Minogue bizonyos előadásaiban adta elő a dalt, a More Than Just a Residency műsorában Las Vegasban.

## Előzmények
2022. júniusában Minogue nyilatkozott az ausztrál Vogue magazinnak, hogy új zenén dolgozik, és a 2003-ban megjelent Slow című dalra hivatkozott az album hangzásának inspirációjaként. A következő hónapban júliusban kezdte el a felvételeket, és 2023-ban fejezte be. Március 27-én Oliver Heldens közzétett az Instagramon egy képet a Note alkalmazásról, utalva arra, hogy öt női művésszel, köztük Minogue-val is együttműködik. Négy nappal később a The Music beszámolt Minogue új zenéjéről, miután közzétett egy videót és egy részletet a "10 Out of 10" című dalból. A bejegyzésben megerősítette a dal 2023. április 5-i megjelenését is.

## Összetétel

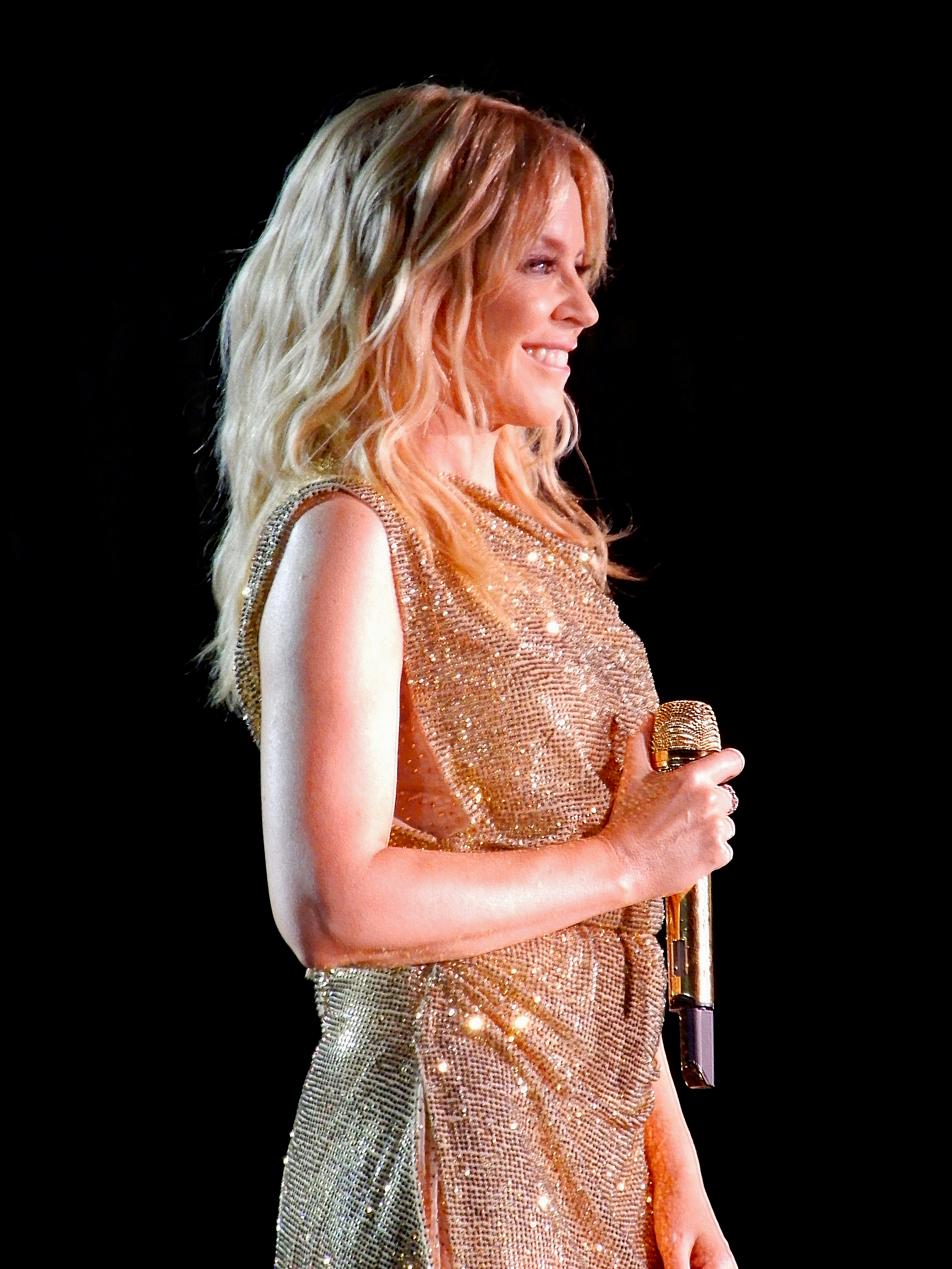
Minogue a "10 Out of 10" című dal közreműködőjeként, mint az egyik dalszövegíró.

A "10 Out of 10" című dalt eredetileg Heldens demójaként vették fel egy ismeretlen női énekessel. Majd csapata megkereste Minogue csapatát, hogy együtt dolgozzanak, amit ő elfogadott, és azt gondolta: "Ez jó móka, azt látom, hogy az emberek végigmennek ezen a pályán". Minogue elismerte, hogy több okból is küzdött a dal fejlesztésével. "Az első az volt, hogy felvettem az énekhangot anélkül, hogy az eredeti demó rossznak tűnne, majd aztán rájöttem, hogy hol vannak azok a pontok, ahová beférek".
Egy másik kihívás, a távoli helyeken történő felvétel volt, mivel korábban soha nem dolgozott együtt Heldens-szel. Ennek elérése érdekében Heldens és Minogue e-maileken kommunikáltak, melyek információkat tartalmaztak a dalhoz, és annak befejezéséhez. Minogue Heldens-t egy "kedves ember"-ként jellemezte, az egész folyamat során, de hosszú időbe telt, mire sikerült rájönnie a dal szinkronizálására. Később bevallotta, hogy ez csakúgy, mint a "Tension" album többi dala, sokáig tartott, míg elkészült. Miután befejezte, és kiadta a dalt Heldens, az eddigi legnagyobb együttműködésnek nevezte azt, majd azt mondta, "öröm és kiváltság volt, hogy együtt dolgozhattam Minogue-val".
Zeneileg a "10 Out of 10" "a 80-as évek szintipopja, és diszkója. a 90-es évek house és a 2000-es évek eurodance stílusa, modern tánczenei csavarral, és természetesen egy nagy szaftos basszusvonallal" – ahogy Heldens idézi. A dalt ő maga, Minogue, James Abrahart, Liana Banks, Jackson Foote és Sarah Hudson írta, a producer pedig Heldens, Foote és Duck Blackwell. Számos zenekritikus hasonlította össze a dal témáját az LMBT kultúrával, különös tekintettel a báltermekre és a dragra. Peter Piatkowski a PopMatters-től részletesen kifejtette ezt a kérdést, és ezt írta: "A dal címe részletesen kitér arra, amikor a versenyző "tízeket" szerez a külseje és teljesítménye miatt".

## Megjelenés és összetétel
Heldens először 2023. április 2-án mutatta meg a dalt teljes egészében, amikor feltöltötte Heldeep rádiójának 457. epizódját a YouTubeon keresztül. Három nappal később a Kangarooli Tracks és RCA kiadók kiadták a dalt promóciós kislemezként, melyet digitális és streaming platformokon keresztül terjesztettek. A "10 Out of 10" című dalt eredetileg nem Minogue "Tension" albumára tervezték, de ő befogadta, és úgy gondolta, hogy ez egy szép kiegészítés az albumra. Az Egyesült Királyságban a dal a 19. helyet érte el, de több más országban is slágerlistás lett. Fehéroroszországban a 132., Észtországban a 138. Lettországban a 116. helyezett lett, míg Oroszországban az 56. helyet sikerült elérnie.
A zenekritikusok dicsérték a dalt, amikor az megjelent. Lennon Cihal az EDM weboldaltól méltatta a dalt, és a művészek közötti együttműködést. Azt írta, hogy "mindkét nagy művész stílusát veszi, és jobban ötvözi, mint egy Vincent van Gogh festmény". Méltatta a dal általános hangzását, és azt írta: "Az előbbi gyönyörűen rétegzi a diszkó ihlette hangtervezést, hogy kiemelje az énekhangot". Mandy Rodgers az EQ Music-tól "masszív crossover vonzó durranásának" nevezte, míg az EDMTunes szerkesztője, Jaesyun kedvezően hasonlított Minogue Disco 2020-as albumán végzett munkájához, és Helden "nyári house" hangzásához.
A "Tension"-on való megjelenést követően a dal vegyes-pozitív kritikákat kapott. Neil Z. Yeung (AllMusic) az album csúcspontjaként méltatta a számot, míg Sam Franzini (The Line of Best Fit) az album egyik "örömteli pillanatának" nevezte. Az Clash írója, Lucy Harbon a dalt Beyoncé "Renaissance" című 2022-es munkájához hasonlította, és megjegyezte, hogy mindkettőre hatással volt a bálterem, és a drag-kultúra. Michael Cragg (Crack) úgy gondolta, hogy "jól illeszkedik a kontexusba" a lemezhez, míg Jeremy Allen, a The Quietus-tól úgy vélte, hogy az album egyetlen hangzása a célközönség ellenére segítette a "Vegas High" című dalt és albumszámot, mely "rohanást biztosít" ahhoz, ami harminc másodpercen belül cukros kómával végződhet".
Más vélemények kevésbé voltak pozitívak. A Paste Devon Chodzin reakciója vegyes volt. Chodzinnak ugyan tetszett a dal általános hangzása, és bólintott is az LMBTQ közönség felé, de úgy gondolta, hogy nem ez volt a legjobb ajánlat ennek a közönségnek. Azt írta: "Egy szexi hasonmást dicsérő popalbum dalaként elragadó, báltermes interpelláló műtárgyként jó, de szaggatottan hat. A Pitcfork írója, Harry Tafoya az albumot "bukásnak" nevezte, mondván, hogy "túl vértelen és vaníliás ahhoz, hogy távolról megérdemelje a felhigult báltermi kórust. Guy Oddy a The Arts Desk-től "bolyhosnak" és "sajtosnak" nevezte a dalt.

## Promóciók
A dal megjelenését követően felkerült Heldens YouTube csatornájára. Aztán amikor felkerült a "Tension" albumra, Minogue újra kiadta a dalt egy további zenei vizualizációval saját YouTube csatornáján. December 8-án az Extension: The Extended Mixes, a Tension remix albumára az extended változat is felkerült. A dal felkerült a More Than Just a Residency szetlistájára is, amelyet a velencei, Las Vegas-i Voltaire-ban is előadott.

## Formátumok és számlista
Digitális letöltés / streaming
1. "10 Out of 10" (featuring Kylie Minogue) – 2:50

Digitális single – extended mix
1. "10 Out of 10" (featuring Kylie Minogue) [Extended Mix] – 4:00

Digitális single – Marlon Hoffstadt aka DJ Daddy Trance remix
1. "10 Out of 10" (featuring Kylie Minogue) [Marlon Hoffstadt aka DJ Daddy Trance remix] – 3:22

## Slágerlista
| Slágerlista (2023)                     | Legjobb helyezés |
| -------------------------------------- | ---------------- |
| Belarus (TopHit)                       | 132              |
| Estonia (TopHit)                       | 138              |
| Latvia (TopHit)                        | 116              |
| Russia (TopHit)                        | 56               |
| Egyesült Királyság (UK Download Chart) | 19               |
| UK Single Sales (OCC)                  | 19               |

## Megjelenések
| Ország    | Dátum            | Formátum                   | Label          | Note(s)                                    | Ref(s).       |
| --------- | ---------------- | -------------------------- | -------------- | ------------------------------------------ | ------------- |
| Különböző | 2023. április 3. | Streaming                  | Kangarooli RCA | Original ver.                              | [ 14 ]        |
| Különböző | 2023. április 5. | Digital download streaming | Kangarooli RCA | Original ver.                              |               |
| Különböző | 2023. április 8. | Digital download streaming | BMG Darenote   | Extended mix                               | [ 27 ] [ 28 ] |
| Különböző | 2024. január 5.  | Digital download streaming | Kangarooli RCA | Marlon Hoffstadt aka DJ Daddy Trance remix | [ 29 ] [ 30 ] |